# Main-Spessart
Main-Spessart là một huyện ở bang Bayern, Đức. Huyện này giáp các huyện (từ phía bắc theo chiều kim đồng hồ): Bad Kissingen, Schweinfurt và Würzburg, the state of Baden-Württemberg (huyện Main-Tauber), các huyện of Miltenberg và Aschaffenburg, và bang huyện Main-Kinzig.
Huyện đã được lập năm 1972 thông qua việc sáp nhập các huyện cũ Gemünden, Karlstadt, Lohr và Marktheidenfeld.

## Địa lý
Sông Main tại thành một khúc uốn móng ngựa ở huyện, chảy vào phía đông nam và ra ở phía tây nam. Về phía bắc sông này cắt sông Franconian Saale. Phía tây huyện là núi Spessart.

## Thị xã và đô thị
| Thị xã                                                                                                   | Đô thị | |
| --- | --- | --- |
| 1. Arnstein 2. Gemünden am Main 3. Karlstadt am Main 4. Lohr 5. Marktheidenfeld 6. Rieneck 7. Rothenfels | 1. Aura im Sinngrund 2. Birkenfeld 3. Bischbrunn 4. Burgsinn 5. Erlenbach bei Marktheidenfeld 6. Esselbach 7. Eußenheim 8. Fellen 9. Frammersbach 10. Gössenheim 11. Gräfendorf 12. Hafenlohr 13. Hasloch 14. Himmelstadt 15. Karbach 16. Karsbach | 1. Kreuzwertheim 2. Mittelsinn 3. Neuendorf 4. Neuhütten 5. Neustadt am Main 6. Obersinn 7. Partenstein 8. Rechtenbach 9. Retzstadt 10. Roden 11. Schollbrunn 12. Steinfeld 13. Thüngen 14. Triefenstein 15. Urspringen 16. Wiesthal 17. Zellingen |